# Ribeirão do Sul
Ribeirão do Sul este un oraș în São Paulo (SP), Brazilia.